# Chilasa veiovis
Chilasa veiovis är en fjärilsart som först beskrevs av William Chapman Hewitson 1853.  Chilasa veiovis ingår i släktet Chilasa och familjen riddarfjärilar. Inga underarter finns listade i Catalogue of Life.